# Trichoniscus naissensis
Trichoniscus naissensis är en kräftdjursart som beskrevs av Pljakic 1977. Trichoniscus naissensis ingår i släktet Trichoniscus och familjen Trichoniscidae. Inga underarter finns listade i Catalogue of Life.